# Béla macsói herceg
Béla herceg (1249/1250 – Margit-sziget, 1272. november) macsói herceg, III. Rosztyiszlav kijevi nagyfejedelem és Árpád-házi Anna hercegnő fia, IV. Béla unokája.
Testvére, Kunigunda II. Ottokár cseh király felesége volt, másik testvére, Margit, pedig a margitszigeti apácakolostorban töltötte életét.

## IV. Béla idején
Apja halála után, 1263-tól 1272-ig a macsói és bosnyák bán címet viselte. A IV. Béla király és V. István ifjabb király között 1264–65-ben dúló belháborúban IV. Béla oldalán állt. Ő vezette a király csapatait az1265. márciusi isaszegi csatában, amelyben V. István győzött. Béla hercegnek sikerült elmenekülnie.

## V. István idején
IV. Béla halála után nagybátyja, V. István híve, részt vett Istvánnak II. Ottokár cseh királlyal 1271-ben vívott háborújában.

## IV. László idején
1272-ben a 20-as éveiben járt, amikor V. István meghalt. A trónörökös IV. László még csak 10 éves volt, helyette anyja, Kun Erzsébet vitte az ügyeket. Fehérváron a koronázásra készültek, amikor lázadók foglyul ejtették az ifjú trónörököst, majd rátörtek a királynéra is, de végül leküzdötték őket, s Lászlót is kiszabadították. A lázadók valószínűleg a már felnőtt Bélát akarták királynak. A lázadók közül Monoszló nembeli Egyed és testvére, Monoszló nembeli Gergely Ottokár udvarába menekült, ahol már tartózkodtak még V. István elől elmenekült IV. Béla-párti magyar bárók, köztük a legnagyobb, Kőszegi Nagy Henrik. Egyedet Ottokár szívélyesen fogadta, s számos birtokkal megajándékozta. Ezen Nagy Henrik úgy megsértődött, hogy otthagyta Ottokárt és a magyar udvarba jött felajánlani szolgálatait, ahol szívélyesen fogadták. Közben megtörtént László koronázása, és az udvar Budára vonult, ahol az ősszel gyakran mulatott a Margitszigeten. Egy ilyen alkalommal november közepe táján Kőszegi Nagy Henrik árulással vádolta meg Béla herceget, s a kialakuló szóváltás közben kardot rántott, és úgy összekaszabolta a herceget, hogy utána darabjait testvére, Margit és a többi apáca szedték össze. Bélát a kolostorban temették el.